# Saint-Pierre-de-Genebroz
Saint-Pierre-de-Genebroz là một xã thuộc tỉnh Savoie trong vùng Auvergne-Rhône-Alpes ở đông nam nước Pháp.